# Max Bezner
Max Bezner (* 2. Juli 1872 in Stuttgart; † 16. Oktober 1939 in Berlin) war ein deutscher Bildhauer und Landschaftsmaler.

## Leben

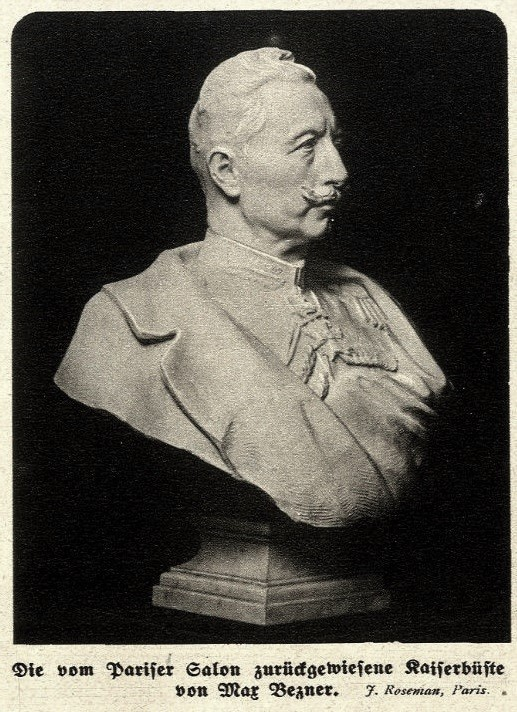
Büste Wilhelms II., die 1914 und 1916 auf der Großen Berliner Kunstausstellung in Gips gezeigt, in Marmorfassung aber 1913/1914 in Paris von Antonin Mercié (1845–1916), dem Präsidenten der Société des Artistes Français, zurückgewiesen worden war

Bezner wurde als Sohn des Königlich-württembergischen Hoflakais Karl Bezner und dessen Ehefrau Pauline Karoline geb. Gerlach im Hofdienergebäude in Stuttgart geboren. Bezner, 1894 noch Zeichenlehrer in Stuttgart, studierte Bildhauerei bei Alfred Boucher in dessen Künstlerkolonie La Ruche in Paris. Er lebte danach in Berlin und war dort als Bildhauer tätig, nebenbei malte er auch Landschaften. Zu Ausführungen in Bronze, Stein, Terrakotta und Porzellan schuf er Statuen, Büsten, Statuetten, Porträtreliefs und Medaillen, insbesondere für den Berliner Hof und den deutschen Hochadel. Porträtiert wurden von ihm unter anderem Kaiser Wilhelm II., Otto von Bismarck, Paul von Hindenburg (aufgestellt unter anderem im Tannenberg-Denkmal), Erich Ludendorff, Karl Helfferich, Ulrich von Wilamowitz-Moellendorff und Gustav Roethe. Außerdem schuf er Entwürfe für die Majolika-Werkstatt in Cadinen. 1928 lieferte er auf Haus Doorn dem exilieriten Kaiser eine Marmorreplik seiner Porträtbüste ab. Im selben Jahr wurde er zum Ritter des Königlichen Hausordens von Hohenzollern geschlagen. 1932 schuf er anlässlich der 100. Wiederkehr des Todesjahres von Johann Wolfgang von Goethe dessen Porträt als Reliefmedaillon, das in Bronze ausgeführt wurde (ein Exemplar aus dem Düsseldorfer Kunsthandel in Berlin erhalten, Privatbesitz). In der Zeit des Nationalsozialismus fertigte er Porträtköpfe von Adolf Hitler und Hermann Göring. Von 1937 bis 1939 war er auf den Großen Deutschen Kunstausstellungen mit insgesamt sieben Werken vertreten.